# Tenupedunculus smirnovi
Tenupedunculus smirnovi är en kräftdjursart som först beskrevs av Galina S. Vasina 1982.  Tenupedunculus smirnovi ingår i släktet Tenupedunculus och familjen Stenetriidae. Inga underarter finns listade i Catalogue of Life.